# 暗色鸫鹛
暗色鸫鹛（学名：Turdoides tenebrosa），是画眉科鸫鹛属的一种，分布于刚果民主共和国、中非共和国、乌干达、苏丹和埃塞俄比亚。全球活动范围约为267,000平方千米。该物种的保护状况被评为无危。
暗色鸫鹛的平均体重约为76.0克。栖息地包括亚热带或热带的（低地）湿润疏灌丛和干燥的稀树草原。